# NGC 4893
NGC 4893 este o interacțiune de galaxii situată în constelația Câinii de Vânătoare. A fost descoperită în 24 aprilie 1865 de către Heinrich Louis d'Arrest.